# 陳文俊 (足球運動員)
陳文俊（Chan Man Chun，1981年8月10日—），生於香港，香港足球運動員，司職後衛，曾擔任香港甲組聯賽球會南華助理教練。

## 球員生涯
陳文俊生於香港，是香港體育學院的青訓產品。其後加盟勁旅快譯通、花花及港會等甲組球會。他在2007年夏天加盟進行大換血的公民，因能勝任多個位置而被教練委以重任。 期間攀上足球事業的高峰，於2007/08球季首度加盟，即協助球隊贏得首項甲組錦標的足總盃冠軍，又於2010/11球季為公民奪得高級組銀牌冠軍，兩場決賽他均以正選上陣。直到2012年離開公民，轉會大中及天旭。
2017年，陳文俊加盟甲組球會凱景，並協助球會以第8名完成球季，而凱景更在季尾以「贊助會員」身份加入港超聯。
2018年夏天，陳文俊隨凱景升班，並擔任港超聯球會凱景的助教兼球員，還在球會教練馮凱文建議下復出兼任球員。
2023年，陳文俊移民英國，並再度復出加盟由當地港人在曼徹斯特建立的低組別聯賽球會Konger FC。

## 教練生涯
2017年7月，陳文俊擔任港超聯球會陽光元朗的青訓總監一職。
2018年夏天，陳文俊擔任港超聯球會凱景的助教兼球員。
2019年7月19日，元朗宣佈今季將帥印交與首度掌舵職業隊的陳文俊手上。

## 外部連結
- Chan Man Chun （页面存档备份，存于）
- Chan Man Chun （页面存档备份，存于）
- Chan Man Chun （页面存档备份，存于）